# Bridgewater Associates
Бриджуотър Асоусиътс е американска компания за управление на инвестициите. Основана е от Рей Далио през 1975 г. Фирмата обслужва институционални клиенти като пенсионни фондове, фондации, чуждестранни правителства и централни банки.
Стилът на управление използван от Бриджуотър е т.нар. глобал макро, който се базира на икономически тенденции като инфлация, валутни курсове, и брутен вътрешен продукт. Фирмата започва като инвестиционен консулнтант като впоследствие се превръща в компания занимаваща се с институционално инвестиране.
През 1981 г. Бриджуотър премества централата си от Ню Йорк в Кънектикът. Към момента, служителите на компанията наброяват 1200. Корпоративната култура е насочена към прозрачност и по-малка роля на корпоративната култура във взимането на решения. Към 2011 г. Бриджуотър е най-големият макро хедж фонд, като активите управлявани от компанията се равняват на 122 милиарда долара.

## История
Компанията е откривател на редица инвестиционни стратегии като например: разделянето на алфа и бета стратегиите и създаването на продукти с абсолютна доходност. Според „Финансови вести“, компанията е най-бързо разрастващата се компания за управление на активи в периода 2000 – 2005 г., когато тя спира да приема нови заявки за откриване на сметки. Управляваните активи се увеличават с 25% годишно през последното десетилетие, служителите са 11 пъти повече сравнено с 2000 г. Всекидневното издание на компанията Daily Observations се следи от директори на централни банки, мениджъри на пенсионни фондове и др.
Бриджоуотър Асоусиътс е създадена през 1975 г. от Рей Далио. Той я създава в неговия апартамент в Манхатън. По това време бизнесът му се състои само в консултиране на корпоративни клиенти и управление на местна и международна валута, както и управление на риска на лихвите. На по-късен етап компанията сменя основната си дейност и започва да продава съветите си на правителства и корпорации като Набиско и МакДоналдс.
Компанията започва да издава платено абонаментно издание наречено „Дневни наблюдение“, което кара МакДоналдс и неговия основен снабдител да станат клиенти на Бриджуотър през 80-те години. Друг клиент е Банката на средна Америка, като в последствия нейния директор на трезора Боб Принс се присъединява към Бриджуотър. През 1981 г. компанията мести офиса си от Ню Йорк в Кънектикът.
|  | Тази страница частично или изцяло представлява превод на страницата Bridgewater Associates в Уикипедия на английски. Оригиналният текст, както и този превод, са защитени от Лиценза „Криейтив Комънс – Признание – Споделяне на споделеното“, а за съдържание, създадено преди юни 2009 година – от Лиценза за свободна документация на ГНУ. Прегледайте историята на редакциите на оригиналната страница, както и на преводната страница, за да видите списъка на съавторите. ВАЖНО: Този шаблон се отнася единствено до авторските права върху съдържанието на статията. Добавянето му не отменя изискването да се посочват конкретни източници на твърденията, които да бъдат благонадеждни. |